# Ribeira do Arão
A Ribeira do Arão é um pequeno ribeiro português, com de 22,5 km de comprimento, que nasce na Serra de Monchique, vindo a desaguar como afluente no rio Alvor.

## Descrição e história
A ribeira é considerada como um dos principais cursos de água que desaguam na área da Baía de Lagos. Há cerca de cinco mil anos atrás era navegável, embora desde então tenha sofrido um gradual processo de assoreamento, devido à prática da agricultura, que se intensificou desde a época romana. Ao longo da sua história também foi aproveitada de forma industrial, devido à presença de salinas e de outras estruturas, como fornos e moinhos de maré. De forma a permitir o acesso aos terrenos da várzea, foram construídas duas pontes, conhecidas como Pontão de Odiáxere e Ponte de Arão, que foram consideradas como património de interesse municipal por parte da Câmara Municipal de Lagos.